# Dragon Ball Z: Battle of Gods
Dragon Ball Z: Battle of Gods (ドラゴンボールZ 神と神, Doragon Bōru Zetto: Kami to Kami, let. "Dragon Ball Z: God en God") is de achttiende Dragon Ball Z-film. De film is uitgebracht in Japan op 30 maart 2013. Het is de eerste geanimeerde Dragon Ball-film in 17 jaar, de laatste was Dragon Ball: The Path to Power in 1996. De film werd uitgegeven op blu-ray en dvd op 13 september 2013. Het verhaal speelt zich af tussen hoofdstuk 517 en 518 van de originele manga, tussen de timeskip van 10 jaar aan het einde van het originele verhaal. Het verhaal gaat over Beerus, de god der vernietiging, die te weten komt dat de ruimtetiran Frieza verslagen werd door Son Goku. Op zoek naar een waardige tegenstander, gaan Beerus en zijn handlanger Whis naar het noordelijke deel van het universum om Goku uit te dagen tot een gevecht.

## Rolverdeling
| Personage                  | Stemacteur JP               |
| -------------------------- | --------------------------- |
| Son Goku                   | Masako Nozawa               |
| Vegeta                     | Ryō Horikawa                |
| Son Gohan                  | Masako Nozawa               |
| Piccolo                    | Toshio Furukawa             |
| Krilin                     | Mayumi Tanaka               |
| Yamcha                     | Tōru Furuya                 |
| Ten Shin Han               | Hikaru Midorikawa           |
| Trunks                     | Takeshi Kusao               |
| Son Goten                  | Masako Nozawa               |
| Puerh                      | Naoko Watanabe              |
| Oolon                      | Naoki Tatsuta               |
| Muten Roshi                | Masaharu Satō               |
| Bulma                      | Hiromi Tsuru                |
| Chichi                     | Naoko Watanabe              |
| C-18                       | Miki Itō                    |
| Mr. Satan                  | Unshō Ishizuka              |
| M. Boo                     | Kōzō Shioya                 |
| Videl                      | Yuko Minaguchi              |
| Dende                      | Aya Hirano                  |
| Pilaf                      | Shigeru Chiba               |
| Shenlong                   | Kenji Utsumi                |
| Koning Kaio/Verteller      | Jōji Yanami                 |
| Gotenks                    | Masako Nozawa Takeshi Kusao |
| Gyumao                     | Ryūzaburō Ōtomo             |
| Mai                        | Eiko Yamada                 |
| Shu                        | Tesshō Genda                |
| Dr. Briefs                 | Jōji Yanami                 |
| Bulmas moeder              | Yoko Kawanami               |
| Beerus                     | Kōichi Yamadera             |
| Whis                       | Masakazu Morita             |
| Voorspelvis (Yogengyo)     | Shoko Nakagawa              |
| Politievrouw op motorfiets | Kaori Matsumoto             |